# 乐平北站
乐平北站位于中华人民共和国江西省景德镇市昌江区鲇鱼山镇，距离乐平市城区20千米，是杭昌客运专线上的一座车站，2023年12月27日随昌景黄铁路开通而投入使用，车站规模为2台4线。